# Niabouri
Niabouri è un dipartimento del Burkina Faso classificato come comune, situato nella Provincia  di Sissili, facente parte della Regione del Centro-Ovest.
Il dipartimento si compone del capoluogo e di altri 14 villaggi: Bakuo, Bazena, Bon, Danfi-Dagara, Danfi-Nuni, Diyou, Kabaro, Kasso, Lapone, Lassane, Payalo, Pourou, Sadon e Samon.